# Famille des traminers

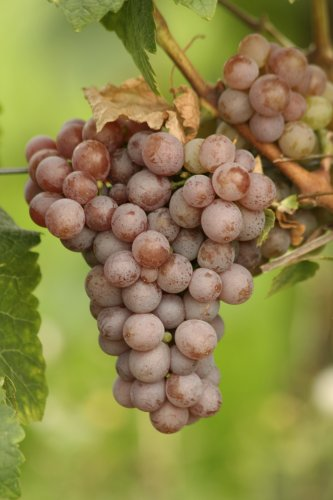
Grappe de gewurztraminer prête à être vendangée.

La famille des traminers est un groupe de cépages de Vitis vinifera apparentés de par le même feuillage et seulement distingués par la couleur des baies et les arômes des raisins.

## Origine

### Historique
Plusieurs évoquent le village tyrolien de Tramin comme lieu de naissance de cette famille de cépages. Les ampélographes ignorent toujours s'il en est originaire ou s'il y a seulement été cultivé.
Les Alsaciens ont gardé en mémoire que le savagnin rose avait été introduit dans leur vignoble au cours du XVIe siècle, puis une mutation aromatique a été sélectionnée au XIXe siècle, donnant le gewurztraminer.

### Géographique
Cépages bien adaptés au climat continental, on en retrouve la culture en Europe centrale. En Allemagne, en Autriche, en France (Alsace, Jura), Croatie ([vignoble en est de pays]) ou en Suisse, leur culture est florissante.

## Cépages de la famille

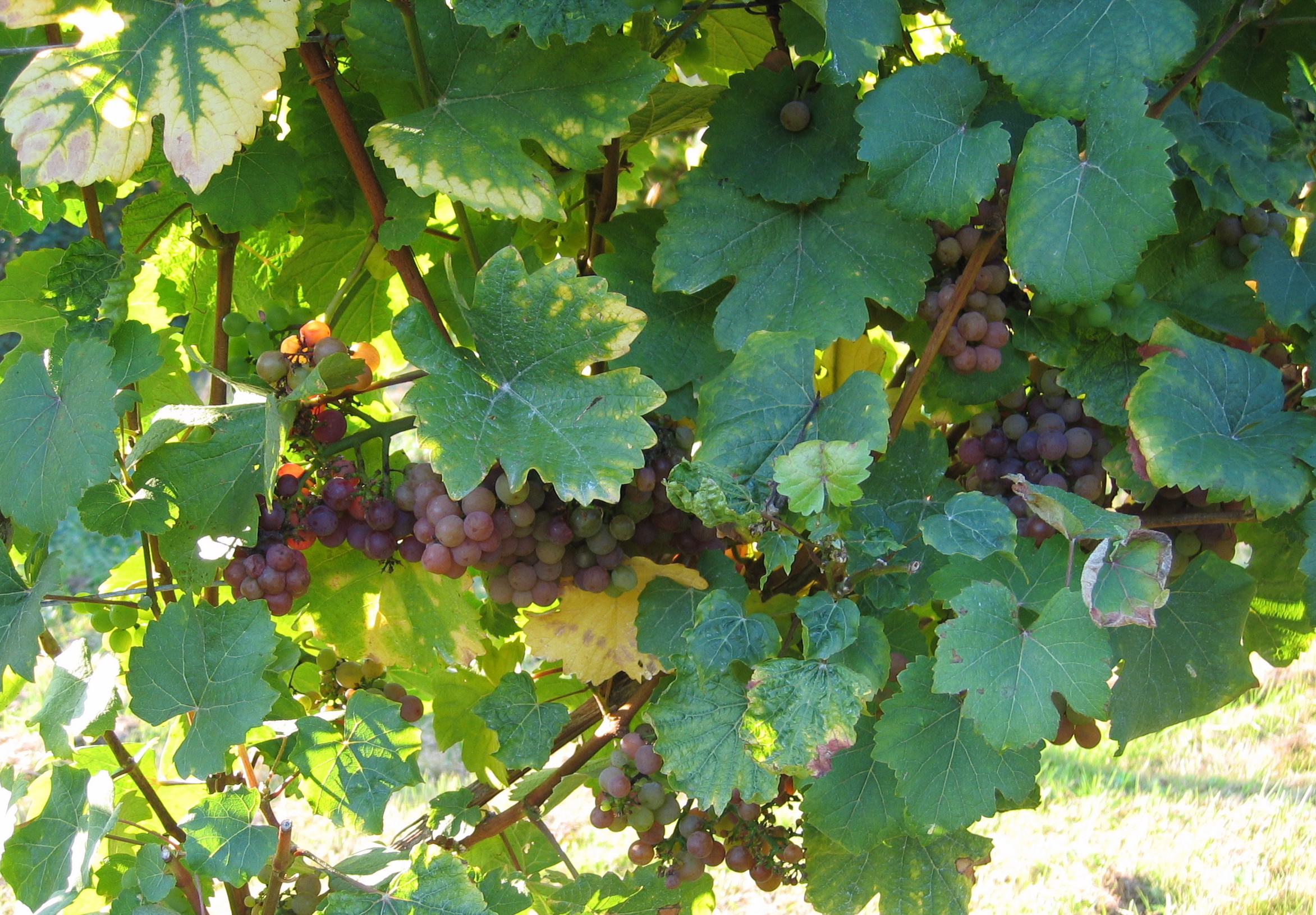
Grappe de savagnin rose.

- aubin blanc : cépage lorrain peu cultivé descendant du savagnin blanc et du gouais ;
- gewurztraminer : une forme très aromatique du savagnin rose (en allemand, Gewürz signifie « épice ») ;
- petit meslier : cépage champenois peu cultivé descendant du savagnin blanc et du gouais ;
- savagnin blanc[N 1] : le weißer traminer en allemand ;
- savagnin rose : le traminer des germaniques ; il est nommé Klevener de Heiligenstein dans le vignoble d'Alsace.